# Melese leucanioides
Melese leucanioides är en fjärilsart som beskrevs av Herrich-Schäffer 1856. Melese leucanioides ingår i släktet Melese och familjen björnspinnare. Inga underarter finns listade i Catalogue of Life.